# 1089 هـ
1089 هـ هي سنة في التقويم الهجري امتدت مقابلةً في التقويم الميلادي بين سنتي 1678 و1679.

## مواليد
- أوكلي
- عثمان الخطيب الموصلي

## وفيات
- خليل بن الغازي القزويني
- ابن العماد الحنبلي.